# Peter Lovšin
Peter Lovšin (27. června 1955 Lublaň Slovinsko), také Pero Lovšin, slovinský zpěvák populární hudby.
Maturoval na Gymnáziu Moste v Lublani, v roce 1980 poté s tématem „Pornografie – sociální jev“ získal diplom na Fakultě sociologie, politologie a žurnalistiky Univerzity v Lublani. Do roku 1997 pracoval jako novinář, úředník a reportér, poté se stal samostatným kulturním pracovníkem.

## Hudební kariéra
V roce 1977 založil se sociologem Gregorjem Tomcem skupinu Pankrti (Bastardi), která fungovala do roku 1987 a stala se vzorem pozdější punk-rokové scény, která se rozvinula ve Slovinsku a v celé Jugoslávii.
Dříve než začal svou velmi úspěšnou sólovou kariéru, založil ještě skupinu Sokoli. Sokoli byli ve svém čase převratnou rockovou skupinou a dostalo se jim také všeobecného uznání. Byl pro ně typický tvrdý zvuk, kterým se lišili od jiných slovinských skupin.
Známý je také díky tomu, že k úspěchu pomohl několika začínajícím skupinám, např. Big Foot Mama. Později se jako sólový vydavatel napsal ještě více hitů, které zaznamenávaly různá období: Hiša nasprt sonca (Dům naproti slunci), Naboljši par (Nejlepší pár), Judita, Najboljš je bit zadet (Nejlepší je být sjetej), Sem en majhen poljub (Jen jeden malý polibek), Dobri profesor (Dobrý profesor), Tečaj romantike (Kurz romantiky), Slovenija gre naprej (Slovinsko jde dál), Tje čez reko (Tam přes řeku), Ko so češnje cvetele (Když kvetly třešně),…
Společně s Kreslinem a Zoranem Predinem v roce 2000 nazpívali fotbalovou hymnu „Slovenija gre naprej“ (Slovinsko jde dál), pro kterou napsal slova a která se stala nejoblíbenější slovinskou sportovní hymnou.
Poslední desku natočil na Jamajce s legendárními The Wailers, skupinou Boba Marleyho a s producentem Brianem Jobsonem, který produkoval také No Doubt a Eurythmics.
V posledním singlu „Happy Hour“ ze stejnojmenného alba napodobil Briana Jobsona na Jamajce, kam se rád vrací. Videoklip pro něj natočil slovinský režisér Jan Cvitkovič. Ostatně deska Happy hour je v angličtině a určená převážně zahraničnímu publiku a pod svá křídla si ji vzala také Světová společnost novinářů za golf a tenis, protože podle jejich slov je ironická, hledí na to, aby bylo vždy proti nadměrnému snobizmu. Ve Slovinsku byl singl ještě před vydáním vyhlášena za píseň týdne na rádiu Valo 202, ačkoli deska se nesoustředí na slovinský trh.

## Ocenění
- Nejlepší jugoslávská rocková skupina, 1979
- Nejlepší zpěvák roku 1982
- Sokoli, zlatá nota za nejlepší skupinu 1993
- Sokoli, zlatá nota za nejlepší album 1993
- Sokoli, zlatá deska, více než 25 000 prodaných desek (Marija pomagaj).
- Sélo kariera, zlatý kohout za nejlepší desku roku 1998 (Zadnji križarski pohod).
- Bumerang, cena za celoživotní dílo 2004

## Diskografie
Alba (po rozpadu skupiny Pankrti):
- 1989 Sokoli – Bitka za ranjence
- 1990 Sokoli – Marija pomagaj
- 1992 Sokoli – Satan je blazn zmatran
- 1993 Peter Lovšin in Vitezi o'bložene mize – Hiša nasprot sonca
- 1995 Peter Lovšin & Vitezi Om'a – Dolina kraljic
- 1997 Peter Lovšin – Zadnji križarski pohod
- 1998 Peter Lovšin & KUD Idijoti – Osmi sekretar SKOJ-a 88–98
- 1999 Peter Lovšin – Dan odprtih vrat
- 2000 Za vedno IN – Slovenija gre naprej
- 2001 Peter Lovšin – Izlet
- 2003 Peter Lovšin – Tečaj romantike
- 2005 Peter Lovšin – VEČ muz'ke